# Campionati neozelandesi di ciclismo su strada
I Campionati neozelandesi di ciclismo su strada sono la manifestazione ciclistica annuale che assegna il titolo di campione nazionale della Nuova Zelanda.

## Campioni in carica
| Uomini Elite | Uomini Elite      | Uomini Elite |
| ------------ | ----------------- | ------------ |
| In linea     | Paul Wright       |              |
| Cronometro   | Finn Fisher-Black |              |
| Donne Elite  |                   |              |
| In linea     | Kim Cadzow        |              |
| Cronometro   | Kim Cadzow        |              |

## Albo d'oro

### Titoli maschili
Aggiornato all'edizione 2025.
| Anno | Vincitore        | Secondo          | Terzo            |
| ---- | ---------------- | ---------------- | ---------------- |
| 1994 | Ewan McMaster    | Brian Fowler     | Ric Reid         |
| 1995 | Norman Shattock  | Glenn McLeay     | Mark Rendell     |
| 1996 | Ric Reid         | Gordon McCauley  | Mark Rendell     |
| 1997 | Gordon McCauley  | Brian Fowler     | Stuart Lowe      |
| 1998 | Glen Mitchell    | David Lee        | John Hume        |
| 1999 | Glen Mitchell    | Graeme Miller    | Francis De Jager |
| 2000 | Glen Thompson    | Greg Henderson   | Timothy Carswell |
| 2001 | Gordon McCauley  | Stuart Lowe      | Brendan Vesty    |
| 2002 | Gordon McCauley  | Hayden Godfrey   | Jeremy Yates     |
| 2003 | Heath Blackgrove | Glen Mitchell    | Robin Reid       |
| 2004 | Heath Blackgrove | Justin Kerr      | Hayden Roulston  |
| 2005 | Gordon McCauley  | Glen Mitchell    | Hayden Godfrey   |
| 2006 | Hayden Roulston  | Hayden Godfrey   | Robin Reid       |
| 2007 | Julian Dean      | Heath Blackgrove | Gordon McCauley  |
| 2008 | Julian Dean      | Heath Blackgrove | Scott Lyttle     |
| 2009 | Gordon McCauley  | Joseph Cooper    | Jason Allen      |
| 2010 | Jack Bauer       | Hayden Roulston  | Julian Dean      |
| 2011 | Hayden Roulston  | Greg Henderson   | Jeremy Yates     |
| 2012 | James Williamson | Jeremy Yates     | Jeremy Vennell   |
| 2013 | Hayden Roulston  | George Bennett   | James Oram       |
| 2014 | Hayden Roulston  | Jack Bauer       | Tom Davison      |
| 2015 | Joseph Cooper    | Tom Davison      | Jason Christie   |
| 2016 | Jason Christie   | Dion Smith       | Hamish Schreurs  |
| 2017 | Joseph Cooper    | Jason Christie   | Dion Smith       |
| 2018 | Jason Christie   | Hayden McCormick | Michael Torckler |
| 2019 | James Fouché     | Kees Duyvesteyn  | Tom Scully       |
| 2020 | Shane Archbold   | George Bennett   | Dylan Kennett    |
| 2021 | George Bennett   | Mark Stewart     | Michael Torckler |
| 2022 | James Fouché     | Thomas Sexton    | Laurence Pithie  |
| 2023 | James Oram       | Ryan Christensen | Logan Currie     |
| 2024 | Aaron Gate       | Corbin Strong    | Laurence Pithie  |
| 2025 | Paul Wright      | Ben Oliver       | George Bennett   |

| Anno | Vincitore             | Secondo          | Terzo              |
| ---- | --------------------- | ---------------- | ------------------ |
| 1995 | Brian Fowler          | Matthew Brick    | Ewan McMaster      |
| 1996 | Greg Henderson        | Brian Fowler     | Jared Caldwell     |
| 1997 | Chris Nicholson       | Gordon McCauley  | Leon Hallet        |
| 1998 | David Lee             | John Hume        | Robin Reid         |
| 1999 | David Lee             | Chris Nicholson  | David Comeford     |
| 2000 | Lee Maxwell Vertongen | Greg Henderson   | Gary John Anderson |
| 2001 | Brendon Cameron       | Scott Guyton     | Bryce Shapley      |
| 2002 | Gordon McCauley       | Glen Mitchell    | Hayden Godfrey     |
| 2003 | Gordon McCauley       | Heath Blackgrove | Glen Mitchell      |
| 2004 | Heath Blackgrove      | Robin Reid       | Jason Allen        |
| 2005 | Robin Reid            | Gordon McCauley  | Jeremy Vennell     |
| 2006 | Marc Ryan             | Robin Reid       | Hayden Godfrey     |
| 2007 | Glen Alan Chadwick    | Gordon McCauley  | Aaron Strong       |
| 2008 | Logan Hutchings       | Paul Odlin       | Gordon McCauley    |
| 2009 | Jeremy Vennell        | Robin Reid       | Chris Nicholson    |
| 2010 | Gordon McCauley       | Jeremy Vennell   | Marc Ryan          |
| 2011 | Westley Gough         | Jesse Sergent    | Greg Henderson     |
| 2012 | Paul Odlin            | Sam Horgan       | Jesse Sergent      |
| 2013 | Joseph Cooper         | Paul Odlin       | Westley Gough      |
| 2014 | Taylor Gunman         | Samuel Horgan    | Jason Christie     |
| 2015 | Michael Vink          | Joseph Cooper    | Patrick Bevin      |
| 2016 | Patrick Bevin         | Thomas Scully    | Joseph Cooper      |
| 2017 | Jack Bauer            | Jason Christie   | Hamish Bond        |
| 2018 | Hamish Bond           | Michael Vink     | Jason Christie     |
| 2019 | Patrick Bevin         | Hamish Bond      | Hayden McCormick   |
| 2020 | Hamish Bond           | George Bennett   | Dylan Kennett      |
| 2021 | Aaron Gate            | George Bennett   | Michael Vink       |
| 2022 | Regan Gough           | Michael Vink     | Thomas Sexton      |
| 2023 | Aaron Gate            | George Bennett   | James Oram         |
| 2024 | Logan Currie          | Aaron Gate       | Laurence Pithie    |
| 2025 | Finn Fisher-Black     | Aaron Gate       | Tom Sexton         |

### Titoli femminili
Aggiornato all'edizione 2025.
| Anno | Vincitrice            | Seconda            | Terza              |
| ---- | --------------------- | ------------------ | ------------------ |
| 1990 | Karen Holliday        |                    |                    |
| 1991 | Joanne Burke          | Jacqueline Nelson  | Kathy Lynch        |
| 1992 | Rosalind Reekie-May   | Susannah Pryde     | Leslie Dove        |
| 1994 | Rebecca Bailey        | Charlotte Cox      | Tracy Clark        |
| 1995 | Tania Duff-Miller     | Charlotte Cox      | Jacqueline Nelson  |
| 1996 | Kathy Lynch           | Charlotte Cox      | Janet O'Hara       |
| 1997 | Maria Hassan          | Tracy Clark        | Joanna Lawn        |
| 1998 | Susannah Pryde        | Marguerite Ritchie | Kirsty Robb        |
| 1999 | Annalisa Farrell      | Katri Laike        | Natalie Beeston    |
| 2000 | Fiona Carswell-Ramage | Tania Duff-Miller  | Melissa Holt       |
| 2002 | Annalisa Farrell      | Melissa Holt       | Tamara Boyd        |
| 2003 | Joanne Kiesanowski    | Susie Wood         | Catherine Sell     |
| 2004 | Catherine Sell        | Tamara Boyd        | Katri Lake         |
| 2005 | Sarah Ulmer           | Melissa Holt       | Kara Northcott     |
| 2006 | Catherine Sell        | Yvette Hill-Willis | Alison Shanks      |
| 2007 | Alison Shanks         | Melissa Holt       | Sarah Ulmer        |
| 2008 | Melissa Holt          | Rosara Joseph      | Kaytee Boyd        |
| 2009 | Melissa Holt          | Karen Fulton       | Tracy Clark        |
| 2010 | Rushlee Buchanan      | Linda Villumsen    | Kaytee Boyd        |
| 2011 | Catherine Cheatley    | Serena Sheridan    | Rushlee Buchanan   |
| 2012 | Nicky Samuels         | Courteney Lowe     | Kate McIlroy       |
| 2013 | Courteney Lowe        | Georgia Williams   | Joanne Kiesanowski |
| 2014 | Rushlee Buchanan      | Linda Villumsen    | Reta Trotman       |
| 2015 | Linda Villumsen       | Sharlotte Lucas    | Karen Fulton       |
| 2016 | Rushlee Buchanan      | Georgia Williams   | Joanne Kiesanowski |
| 2017 | Rushlee Buchanan      | Georgia Williams   | Kate McIlroy       |
| 2018 | Georgia Williams      | Sharlotte Lucas    | Grace Anderson     |
| 2019 | Georgia Christie      | Deborah Paine      | Michaela Drummond  |
| 2020 | Niamh Fisher-Black    | Ella Harris        | Teresa Adam        |
| 2021 | Georgia Williams      | Kate McCarthy      | Sharlotte Lucas    |
| 2022 | Olivia Ray            | Ally Wollaston     | Georgia Williams   |
| 2023 | Ally Wollaston        | Georgia Williams   | Sharlotte Lucas    |
| 2024 | Ella Wyllie           | Kim Cadzow         | Samara Maxwell     |
| 2025 | Kim Cadzow            | Niamh Fisher-Black | Kate McCarthy      |

| Anno | Vincitrice        | Seconda           | Terza                   |
| ---- | ----------------- | ----------------- | ----------------------- |
| 1995 | Jacqueline Nelson | Joanna Lawn       | Janet O'Hara            |
| 1996 | Kathy Lynch       | Joanna Lawn       | Charlotte Cox           |
| 1997 | Charlotte Cox     | Janet O'Hara      | Tracey Laurence         |
| 1998 | Kirsty Robb       | Annalisa Farrell  | Vanessa Cheatley-Guyton |
| 1999 | Annalisa Farrell  | Fanny Lariviere   | Benita Douglas          |
| 2000 | Kirsty Robb       | Annalisa Farrell  | Benita Douglas          |
| 2001 | Melissa Holt      | Annalisa Farrell  | Tamara Boyd             |
| 2002 | Melissa Holt      | Dale Tye          | Annalisa Farrell        |
| 2003 | Dale Tye          | Johanna Buick     | Penny Pawson            |
| 2004 | Dale Tye          | Annalisa Farrell  | Tamara Boyd             |
| 2005 | Sarah Ulmer       | Melissa Holt      | Alison Shanks           |
| 2006 | Alison Shanks     | Josie Giddens     | Yvette Hill-Willis      |
| 2007 | Alison Shanks     | Annelies Basten   | Dale Tye                |
| 2008 | Melissa Holt      | Rachel Mercer     | Alison Shanks           |
| 2009 | Melissa Holt      | Sonia Waddell     | Dale Tye                |
| 2010 | Melissa Holt      | Alison Shanks     | Linda Villumsen         |
| 2011 | Sonia Waddell     | Jaime Nielsen     | Alison Shanks           |
| 2012 | Lauren Ellis      | Jaime Nielsen     | Alison Shanks           |
| 2013 | Linda Villumsen   | Jaime Nielsen     | Georgia Williams        |
| 2014 | Jaime Nielsen     | Linda Villumsen   | Reta Trotman            |
| 2015 | Jaime Nielsen     | Linda Villumsen   | Lauren Ellis            |
| 2016 | Rushlee Buchanan  | Jaime Nielsen     | Sharlotte Lucas         |
| 2017 | Jaime Nielsen     | Georgia Williams  | Rushlee Buchanan        |
| 2018 | Georgia Williams  | Rushlee Buchanan  | Bronwyn Macgregor       |
| 2019 | Georgia Williams  | Rushlee Buchanan  | Holly Edmondston        |
| 2020 | Teresa Adam       | Georgia Perry     | Bronwyn Macgregor       |
| 2021 | Georgia Williams  | Jaime Nielsen     | Bronwyn Macgregor       |
| 2022 | Georgia Williams  | Bronwyn Macgregor | Holly Edmondston        |
| 2023 | Georgia Williams  | Georgia Perry     | Sharlotte Lucas         |
| 2024 | Kim Cadzow        | Mikayla Harvey    | Kate McCarthy           |
| 2025 | Kim Cadzow        | Ella Wyllie       | Henrietta Christie      |